# Pedro Muñiz Sevilla
Pedro Ernesto Muñiz Sevilla, mencionado mayormente como Pedro E. Muñiz (Cuzco, 5 de abril de 1862-Lima, 16 de noviembre de 1915) fue un militar y político peruano. Luchó en la guerra del Pacífico, durante la campaña del Sur, la defensa de Lima y la campaña de la Breña. Partidario y amigo del general Andrés A. Cáceres. Fue ministro de Guerra y Marina, en diversos gobiernos entre 1903 y 1907, en 1910 y en 1914; así como presidente del Consejo de Ministros en 1914. Fue candidato a la presidencia en una especie de primarias realizada en 1915, representando al Partido Constitucional o cacerista.

## Biografía
Nació en el Cuzco, el 5 de abril de 1862. Al estallar la guerra con Chile en 1879 y cumplidos los 17 años de edad, se enroló en el ejército peruano. En filas del Batallón Ayacucho N.º 3 participó en la campaña del Sur a órdenes del contralmirante Lizardo Montero. Pasó después a la defensa de Lima, donde sirvió en la guarnición de marina y luchó en la batalla de Miraflores, librada el 15 de enero de 1881.
Actuó luego en la Campaña de la Breña, bajo el mando del general Andrés A. Cáceres y en filas del Batallón Zepita N.º 2. Peleó en el primer Combate de Pucará y en el de Marcavalle. Finalizada la guerra con Chile, apoyó a Cáceres en su revolución contra el gobierno del general Miguel Iglesias, que se desarrolló entre 1884 y 1885. Tuvo una destacada actuación en el combate de Huaripampa.

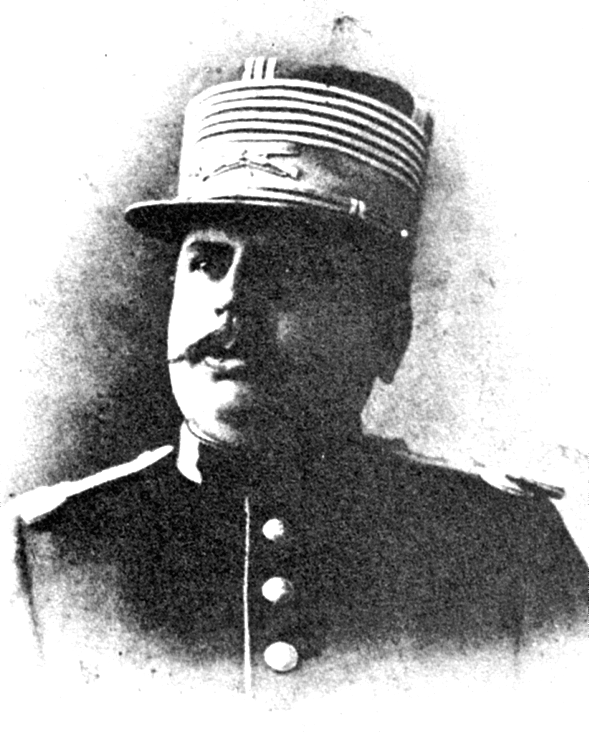
Pedro E. Muñiz.

En 1888 ascendió a teniente coronel. Fue subprefecto de la provincia de Lima, de 1890 a 1893; y prefecto del departamento de Lima, de 1893 a 1895. Leal al presidente Cáceres, luchó contra la revolución acaudillada por Nicolás de Piérola y tras triunfar esta en marzo de 1895, salió desterrado a Buenos Aires, donde se desempeñó como sub-contador de la Intendencia de Guerra.
Retornó al Perú en 1901, siendo ascendido a coronel y adscrito al Estado Mayor General del Ejército. Fue nombrado sucesivamente prefecto de Piura en 1902  y de La Libertad en 1903.
Durante el gobierno de Manuel Candamo, que se inició el 8 de septiembre de 1903, Muñiz ejerció el cargo de ministro de Guerra y Marina. Fallecido Candamo a los siete meses de asumir la presidencia, e iniciado el gobierno de su vicepresidente Serapio Calderón, Muñiz se mantuvo a la cabeza del ministerio de Guerra y Marina.
Instalado el primer gobierno de José Pardo y Barreda, el 24 de septiembre de 1904, Muñiz volvió a jurar el cargo de ministro de Guerra y Marina. Luego de cuatro años de haber ejercido dicho cargo, ininterrumpidamente, en tres gobiernos distintos, renunció el 30 de noviembre de 1907, siendo reemplazado por el general Juan Norberto Eléspuru.
Durante su gestión como ministro, colaboró decisivamente en la labor de organización del Ejército y la Marina de Guerra, que por entonces se emprendió luego de largos años de abandono de la defensa nacional. No obstante, se opuso a la creación de un Ministerio de Marina desligado del de Guerra, aduciendo que no existían las condiciones técnicas necesarias para esa separación.
Posteriormente fue elegido senador por Piura ocupando ese cargo desde 1909 hasta su fallecimiento en 1915.

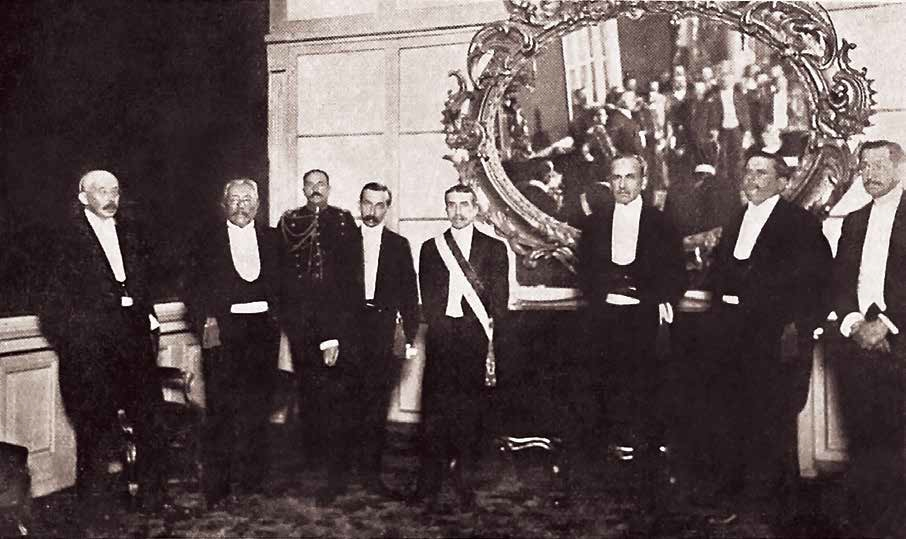
El presidente Augusto Leguía y su Consejo de Ministros, en marzo de 1910. Pedro Muñiz es el segundo, de derecha a izquierda.

En 1910, durante el primer gobierno de Augusto B. Leguía, se le confió nuevamente el despacho de Guerra y Marina. Por entonces se produjo una amenaza de guerra con Ecuador, país que se había rebelado contra el fallo arbitral del rey de España en torno al diferendo limítrofe, antes que se diera. El gobierno peruano ordenó la movilización de su ejército y puso en armas a 23 000 hombres. Pero cuando dicha tensión se apaciguó por mediación de países amigos, el gobierno peruano ordenó la desmovilización.
Muñiz renunció a su cargo de ministro, según él, por razones de salud, aunque se dijo que en realidad fue como protesta por la desmovilización, ya que, según su opinión, el origen profundo del conflicto (esto es, la intransigencia ecuatoriana de reclamar como suyos territorios legítimamente peruanos) no había sido resuelto. El tiempo habría de darle la razón. Poco después fue nombrado presidente del Partido Constitucional, cuyo líder histórico era el general Andrés A. Cáceres.
El 19 de octubre de 1910 fue elegido por el Congreso como uno de sus delegados ante la Junta Electoral Nacional. Por entonces, su partido, el Constitucional, era aliado del Partido Civil, que era el que tenía hegemonía en la política peruana, durante la llamada República Aristocrática. Si bien su líder, el general Cáceres, apoyaba al gobierno de Leguía, Muñiz se separó de esa tendencia y formó su propio grupo opositor dentro del Congreso.
El 16 de mayo de 1914 se inició el gobierno provisorio del coronel Oscar R. Benavides con el respaldo del Congreso, luego del golpe de Estado de febrero anterior. Muñiz asumió entonces como presidente del Consejo de Ministros y ministro de Guerra y Marina, cargos que ejerció hasta el 1 de agosto de 1914, cuando renunció por motivo de salud. Lo reemplazó en ambas funciones el contralmirante Melitón Carvajal. Ese mismo año ascendió a General de División.

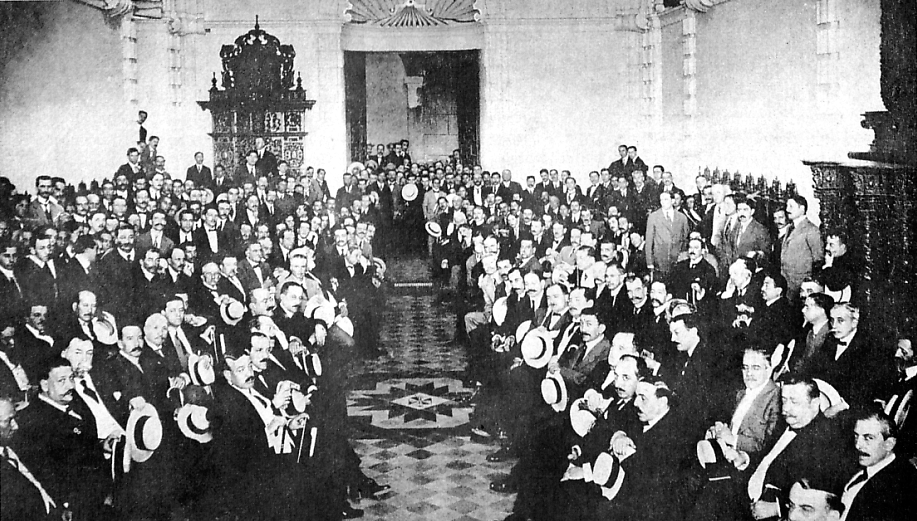
Convención de partidos realizada en Lima en 1915, con miras a elegir una candidatura única para las elecciones presidenciales de ese año. Participó Muñiz como candidato del partido Constitucional, siendo derrotado por el candidato del partido Civil, José Pardo.

En 1915 su partido, el Constitucional, auspició su candidatura a la presidencia de la República durante la Convención de Partidos convocada por el presidente Benavides, en la que también participaron los delegados del Partido Civil y el Liberal. Esta Convención fue una especie de “primarias” de las elecciones presidenciales que debían realizarse en aquel año, y su propósito era consensuar una candidatura única. En la votación final, realizada en marzo de 1915, triunfó la candidatura del civilista José Pardo y Barreda, que sería finalmente la que obtendría el triunfo en las elecciones generales.
Muñiz acató la voluntad de los delegados de la Convención. Falleció en noviembre del mismo año.